# 25街車站 (BMT第四大道線)
25街車站（英語：25th Street station）是紐約地鐵BMT第四大道線一個慢車地鐵站，位於布魯克林格林伍德高地25街及第四大道交界，設有R線（任何時候停站）、D線（僅深夜停站）、N線（僅深夜停站）、W線（僅繁忙時段的尖峰方向停站）列車服務。

## 車站結構
| Ground | 街道     | 出入口 |
| 月台層 | 側式月台 | 側式月台 |
| 月台層 | 北行慢車 | ← 往森林小丘-71大道 (深夜時往白廳街-南碼頭) (展望大道) ← 深夜時往諾伍德-205街 (展望大道) ← 深夜時往阿斯托利亞-迪特馬斯林蔭路 (展望大道) ← 往阿斯托利亞-迪特馬斯林蔭路 (只限平日時段) (展望大道) |
| 月台層 | 北行快車 | ← 不停靠 |
| 月台層 | 南行快車 | → 不停靠 → |
| 月台層 | 南行慢車 | → 往灣脊區-95街 (36街) → → 深夜時往康尼島-斯提威爾大道 (36街) → → 往86街 (只限平日時段) (36街) →                                                                                                |
| 月台層 | 側式月台 | |

此地下車站在1915年6月22日開放，設有兩個側式月台和四條軌道。

## 外部連結
- nycsubway.org—BMT 4th Avenue: 25th Street
- The Subway Nut — 25th Street Pictures（页面存档备份，存于）
- 25th Street entrance from Google Maps Street View（页面存档备份，存于）
- Platform from Google Maps Street View （页面存档备份，存于）